# Peter Champion
Peter Champion (ur. 1 lipca 1982 w Derby) – brytyjski wioślarz.
Studiuje psychologię na uniwersytecie w Cambridge. Ukończył w 2005 stomatologię w King’s College. Peter początkowo grał w rugby, jednak złamanie nogi przeszkodziło mu w dalszej karierze. Zaczął uprawiać wioślarstwo i był członkiem osady ósemki załogi Uniwersytetu w Londynie. W 2003 r. został złotym medalistą w konkurencji ósemek na Akademickich Mistrzostw Wielkiej Brytanii.

## Osiągnięcia
- Mistrzostwa Europy – Poznań 2007 – ósemka – 5. miejsce[2].